# Campus 2 de Caen
Le Campus 2 de Caen dit aussi « Campus Côte de Nacre » est l’un des campus de l’agglomération caennaise. Il regroupe les formations de sciences et technologies. On y trouve 5 235 étudiants de l’université en 2018–2019, soit 21 % de l'effectif des campus caennais.
La ligne T2 du tramway de Caen y a son terminus.

## Historique
À la fin des années 1960, les locaux de l’université (actuel campus 1) sont trop exigus pour accueillir le nombre croissant d’étudiants. Yves Martin, le recteur, milite pour la construction d’un nouveau campus. En 1968, le ministère de l'Éducation nationale fait l’acquisition d’un domaine de trente hectares au nord de la ville, entre l’ancienne ligne de Caen à la mer et la route de Douvres-la-Délivrande. C’est d’abord l’institut universitaire de technologie, un restaurant et deux résidences universitaires qui sont construits en 1969–1970. L’institut régional d'éducation physique et sportive (actuel UFR STAPS) a suivi en 1970. L’institut des sciences de la matière et du rayonnement (École nationale supérieure d'ingénieurs de Caen depuis 2002) devient un établissement public à caractère administratif  et construit ses locaux entre 1986 et 1990 sur le campus. En 1993, l’école supérieure d'ingénieurs des travaux de la construction de Caen ouvre ses portes. Dans le cadre du pan Université 2000, l’UFR Sciences construit ses nouveaux locaux entre 1996 et 1998. La bibliothèque a été inaugurée en 2003, et l’Ensicaen construit de nouveaux bâtiments entre 2009 et 2015.

## Établissements
Ce campus accueille les UFR Sciences et STAPS de l’université Caen-Normandie, ainsi que l’IUT et la bibliothèque Rosalind Franklin (Sciences STAPS). Deux écoles d’ingénieurs sont également présentes : l’école nationale supérieure d'ingénieurs de Caen et l’école supérieure d'ingénieurs des travaux de la construction de Caen. Enfin le CROUS y a installé des résidences universitaires (cité Côte de Nacre : 323 chambres de 9 m2 réhabilitées et résidence Edmond Bacot : 741 logements) et un restaurant universitaire (2 500 repas par jour).

École nationale supérieure d'ingénieurs de Caen, bâtiment principal
Université, Bâtiment 1 de l’UFR de Sciences
Université, Bibliothèque Sciences et STAPS

## Restauration
Le campus 2 contient 4 lieux de restauration :
- le restaurant universitaire "Côté de nacre" situé près du terminus de la ligne T2,
- la cafétéria "le highland's" situé dans le même bâtiment que le restaurant universitaire,
- la cafétéria "Science 1" situé à l'extrémité sud ouest du campus dans le bâtiment science 1,
- et la cafétéria de L’ENSI réservé aux chercheurs et doctorants (et éventuellement professeurs[à vérifier]) situé au nord dans le bâtiment site A de l'ENSI (École Nationale Supérieur d'Ingénieurs de Caen).

## Desserte

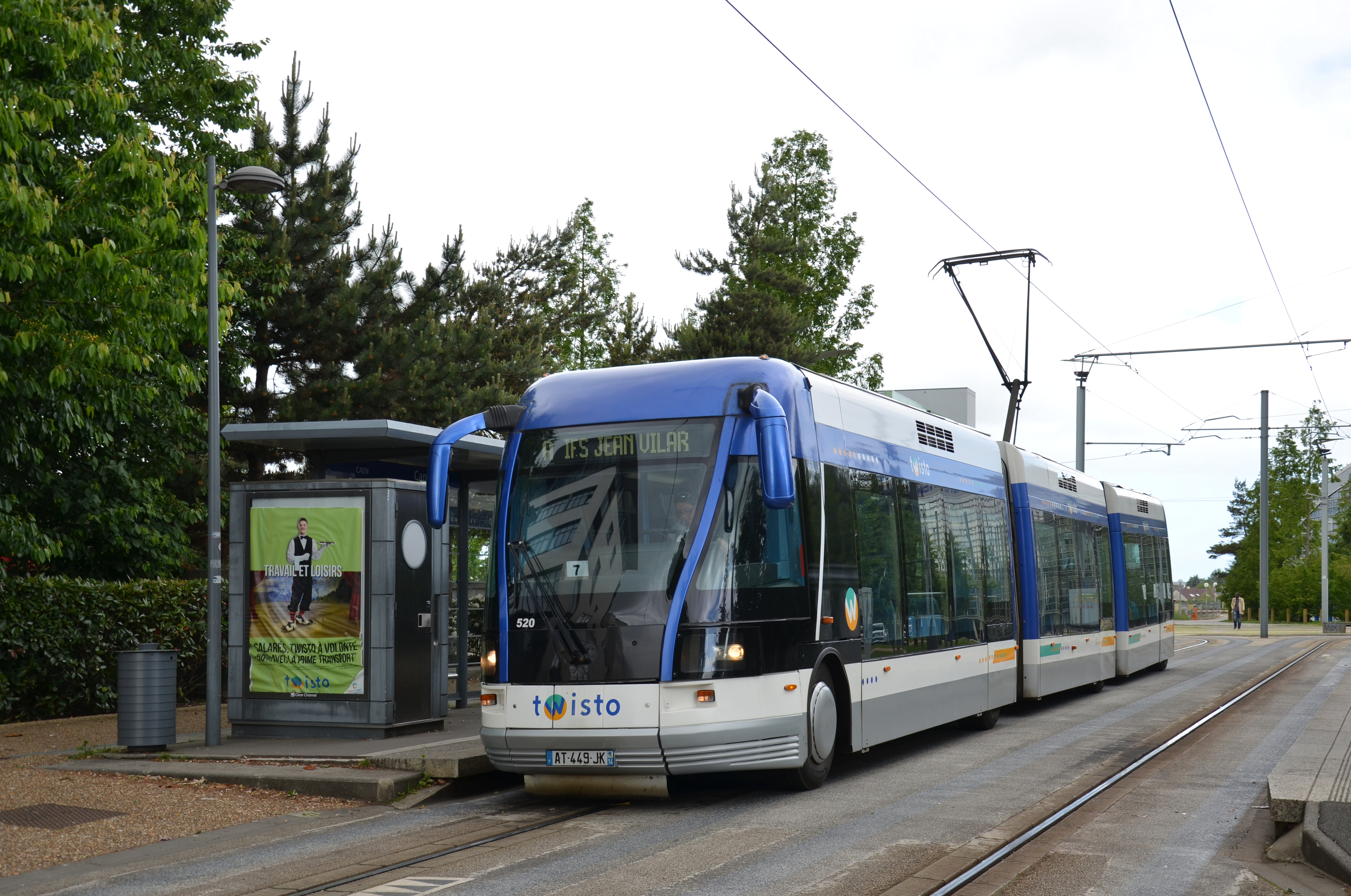
Une rame de l'ancien tramway sur pneus à la station Campus 2.

Le campus 2 était desservi par la ligne A du tramway sur pneus de Caen de 2002 à 2017. Le nouveau tramway de Caen, qui a été mis en service en août 2019, reprend cette desserte grâce à la ligne T2 ; le tramway ne passe toutefois plus par le cœur du campus, le terminus étant reporté le long de la route de Douvres-la-Délivrande.
Le campus 2 est aussi accessible grâce aux bus 6, 33, 102, 103 et 1103, qui s'arrêtent à la station Maréchal Juin, située au niveau de la porte Ouest du campus.